# Richárd Bodó
Richárd Bodó (Mátészalka, 13 de marzo de 1993) es un jugador de balonmano húngaro que juega como lateral izquierdo en el SC Pick Szeged. Es internacional con la selección de balonmano de Hungría.

## Palmarés

### Pick Szeged
- Liga húngara de balonmano (3): 2018, 2021, 2022
- Copa de Hungría de balonmano (1): 2019

## Clubes
- Dunaferr SE (2010-2011)
- Tatabánya KC (2011-2016)
- SC Pick Szeged (2016- )